# Bartram's Garden
Le Bartram's Garden est le plus ancien jardin botanique d'Amérique du Nord encore existant aujourd'hui. Il est situé à Philadelphie en Pennsylvanie. 

## Historique
Le Bartram's Garden a été fondé par le botaniste et explorateur John Bartram en septembre 1728.